# Toixó de Myanmar
El toixó de Myanmar (Melogale personata) és un carnívor de la família dels mustèlids que viu a l'est i el sud d'Àsia. Té una llargada d'aproximadament 33-43 cm i un pes d'uns 1-3 kg. Les femelles solen donar a llum unes tres cries per ventrada. La longevitat mitjana és de deu anys.